# Sugimoto Keita
Sugimoto Keita (杉本 恵太 Sugimoto Keita, sinh ngày 13 tháng 6 năm 1982) là một cầu thủ bóng đá người Nhật Bản. Anh thi đấu cho Verspah Oita.
Anh trở nên nổi tiếng khi ghi bàn bằng đầu từ một góc rất hẹp khi thi đấu trước Al-Ittihad ở lượt về bán kết Giải vô địch bóng đá các câu lạc bộ châu Á.

## Thống kê câu lạc bộ
| Thành tích câu lạc bộ | Thành tích câu lạc bộ | Thành tích câu lạc bộ | Giải vô địch | Giải vô địch | Cúp                   | Cúp                   | Cúp Liên đoàn | Cúp Liên đoàn | Châu lục | Châu lục  | Tổng cộng | Tổng cộng |
| Mùa giải              | Câu lạc bộ            | Giải vô địch          | Số trận      | Bàn thắng    | Số trận               | Bàn thắng             | Số trận       | Bàn thắng     | Số trận  | Bàn thắng | Số trận   | Bàn thắng |
| Nhật Bản              | Nhật Bản              | Nhật Bản              | Giải vô địch | Giải vô địch | Cúp Hoàng đế Nhật Bản | Cúp Hoàng đế Nhật Bản | Cúp Liên đoàn | Cúp Liên đoàn | Châu Á   | Châu Á    | Tổng cộng | Tổng cộng |
| --------------------- | --------------------- | --------------------- | ------------ | ------------ | --------------------- | --------------------- | ------------- | ------------- | -------- | --------- | --------- | --------- |
| 2005                  | Nagoya Grampus Eight  | J1 League             | 29           | 3            | 2                     | 0                     | 5             | 0             | -        | -         | 36        | 3         |
| 2006                  | Nagoya Grampus Eight  | J1 League             | 32           | 8            | 1                     | 0                     | 5             | 0             | -        | -         | 38        | 8         |
| 2007                  | Nagoya Grampus Eight  | J1 League             | 34           | 7            | 1                     | 0                     | 2             | 0             | -        | -         | 37        | 7         |
| 2008                  | Nagoya Grampus        | J1 League             | 33           | 7            | 3                     | 1                     | 9             | 5             | -        | -         | 45        | 13        |
| 2009                  | Nagoya Grampus        | J1 League             | 27           | 2            | 5                     | 1                     | 2             | 0             | 7        | 1         | 41        | 4         |
| 2010                  | Nagoya Grampus        | J1 League             |              |              |                       |                       |               |               | -        | -         |           |           |
| Tổng cộng sự nghiệp   | Tổng cộng sự nghiệp   | Tổng cộng sự nghiệp   | 155          | 27           | 12                    | 2                     | 23            | 5             | 7        | 1         | 197       | 35        |